# Bébé Busard s'en va chasser
Pour plus de détails, voir Fiche technique et Distribution.
Bébé Busard s'en va chasser  (Bugs Bunny Gets the Boid) est un cartoon réalisé par Bob Clampett, sorti en 1942. Il met en scène Bugs Bunny et Beaky le Buzzard. 

## Synopsis
Dans le nid d'une famille de vautours, une maman vautour s'adresse à ses quatre petits afin de ramener de la nourriture. Elle leur assigne à chacun un animal à chasser (successivement un cheval, un bœuf, un élan et une vache). Tous partent sauf le dernier, « Killer » Beaky, qui est un grand timide malhabile et balbutiant. La mère vautour propulse d'un coup de patte hors du nid ce petit un peu immature et l'oblige  à ramener au minimum un lapin. Il va prendre alors pour cible Bugs : il fonce sur lui comme un avion. Bugs se fait passer pour la tour de contrôle, mais en le guidant, il le fait s'écraser au sol. 
Le lapin se présente comme à son habitude et lui demande ce qu'il chasse. Beaky cherche un moment avant de se rappeler que c'est un lapin. Bugs lui demande alors de bien vouloir le laisser se laver avant d'être capturé. Le vautour attend longtemps pendant que Bugs chante dans son terrier. Sentant qu'il se fait avoir, il veut plonger la tête dans le terrier et découvre Bugs déguisé en séduisante dame qui sort de son bain. Le jeune vautour se détourne, rougit de honte. Bugs en profite pour le frapper avec sa serviette de bain enroulée, et se cache derrière un rocher. Alors que le vautour le cherche, Bugs taquine la pomme d'Adam proéminente de Beaky et s'enfuit juste après : d'abord par petits bonds, puis à la manière d'un patineur sur glace. Il ne se rend pas compte au début que Beaky, en vol, l'attrape par les oreilles. Bugs chatouille l'oiseau avec une de ses plumes pour lui faire lâcher prise. Le lapin tombe brutalement derrière un squelette d'animal. D'abord horrifié en voyant son corps sous la forme d'un squelette, il pleure, pense être mort. Cela ne l'empêche pas de faire des apartés avec le public : il s'exclame hors de propos « Horrible, hein ? » puis découvre qu'il est toujours vivant et rit comme un fou avant de confier effrontément au spectateur « J'étais au courant depuis le début ! ». 
Bugs se fait attraper à nouveau par le vautour. La bataille qui s'ensuit tourne à la danse entre les adversaires, avec Bugs qui reprend son rôle de séductrice. Au cours de la danse, Bugs fait tourner Beaky comme une toupie, toupie qui s'enfonce dans le sol devant le squelette. Beaky prend peur comme Bugs, appelle au secours. La mère vautour arrive à tire-d'aile. Face à l'ardeur meurtrière de la mère, Bugs Buny remet Beaky debout. Voyant que son petit est finalement sauf, elle finit par entourer Bugs de son aile et lui dit « Toi, toi, mon héros », puis l'embrasse d'un baiser passionné d'où apparaît un cœur. Bugs rougit, prend la forme du bec de Beaky et se met à balbutier comme lui. 

## Fiche technique
Source IMDb
- Titre original : Bugs Bunny Gets the Boid
- Réalisation : Robert Clampett
- Scénario : Warren Foster
- Musique : Carl W. Stalling, directeur musical 
  - Chef d'orchestre : Milt Franklyn
- Animation : Rod Scribner (en), Virgil Ross (non crédité), Robert McKimson (non crédité)
- Montage : Treg Brown (non crédité)
- Production : Leon Schlesinger
- Société de production : Leon Schlesinger Studios
- Sociétés de distribution : Warner Bros. Pictures (1942) ; Warner Home Video (2003)
- Pays de production :  États-Unis
- Langue originale : anglais
- Genre : court métrage de dessin animé comique
- Format : couleurs (Technicolor) - 1,37:1 - son mono - 35 mm - procédé cinématographique sphérique
- Métrage : 200 m (1 bobine)
- Durée : 7 minutes
- Date de sortie :
  - États-Unis : 11 juillet 1942

## Distribution des voix
Source IMDb
Version originale :
- Mel Blanc : Bugs Bunny
- Kent Rogers (en) : Beaky Buzzard (Killer)
- Sara Berner : Mama Buzzard

Version française :
- Gérard Surugue  : Bugs Bunny

## Commentaires

### Titre
Le titre original Bugs Bunny Gets the Boid signifie « gets the bird » (« attraper l'oiseau ») avec une traduction de l'accent de Brooklyn (celui utilisé par Bugs), et peut tout aussi bien signifier dans cet argot un geste très vulgaire ou un signe de reconnaissance dans le Bronx. Mais dans ce cartoon, c'est surtout une métaphore de Bugs qui « attrape » Beaky (l'oiseau) en lui jouant un tour, un complet retournement de l'adage américain « The early bird gets the worm » (littéralement « l'oiseau du matin attrape le ver », c'est-à-dire : le monde appartient à ceux qui se lèvent tôt). De plus, Tex Avery a dirigé deux ans plus tôt le cartoon de la série des Merrie Melodies qui retourne l'adage : The Early Worm Gets the Bird (1940) qui raconte comment un jeune merle, à la recherche d'un vermisseau à manger, se fait « attraper » par lui.

### Beaky le «buzzard»
Beaky Buzzard n'est pas un busard mais un charognard, un urubu à tête rouge (vautour américain). 
Bugs Bunny Gets the Boid est le premier court métrage de Bugs avec le jeune vautour à l'air endormi, qui apparaît ensuite dans plusieurs autres films, dont The Bashful Buzzard (1945), qui reprend le même début pendant plus d'une minute. 
Kent Rogers, la voix originale de Beaky, s'applique à imiter celle de Mortimer Snerd, marionnette du ventriloquiste Edgar Bergen, et qui préfigure la voix de Cécile la tortue. À cause de cela, il était attribué au vautour le nom d' « oiseau de Snerd » avant d'acquérir celui définitif de Beaky Buzzard.
Le son étrange qui sort de la gorge de Beaky, avec sa pomme d'Adam qui remue, est produit par un trombone.

### Bugs
Dans ce cartoon, on voit le lapin prendre sa forme la plus reconnaissable, avec sa tête ovale.
La scène dans laquelle Bugs croit que le bas de son corps est devenu un squelette est une référence directe au même gag de Harold Lloyd dans le film de 1925 Vive le sport ! (The Freshman).

### Disponibilité
En France, le cartoon est sorti dans le DVD : Looney Tunes : Tes héros préférés vol.1.